# 辛努塞尔特二世

辛努塞尔特二世 Senusret II （希腊人用的称呼是塞索斯特利斯二世 Sesostris II，另一埃及名为森沃斯勒 Senwosret，意为“沃斯雷特（女神）的子民”） 古埃及第十二王朝法老（约公元前1897年—约公元前1879年在位）。他在埃及大规模修建水利工程。